# Charles Barrier
Charles Barrier est un chef cuisinier et restaurateur né le 30 avril 1916 à Cinq-Mars-La-Pile (Indre et Loire) et mort le 25 novembre 2009  à Luynes (Indre-et-Loire).
Il obtient le concours de Meilleur Ouvrier de France en 1958 et trois étoiles au guide Michelin en 1968. Il est considéré comme l’un des fondateurs de la « Nouvelle cuisine ».

## Biographie

### Enfance et apprentissage
Charles Barrier est le fils de Pierre Barrier, cultivateur, et de Désirée Barrier, née Rougier. Il a grandi à Cinq-Mars-La-Pile (Indre et Loire) dans une famille paysanne de huit enfants, dont il est le dernier de la fratrie. Son père meurt à la guerre alors qu'il a 18 mois.
L’extrême pauvreté de sa famille conduit sa mère à le mettre en apprentissage pâtisserie à Langeais (Indre-et-Loire) dès ses 12 ans.
En 1931, à 15 ans, il entre en apprentissage à Tours dans l’auberge « Le Nègre » (un ancien Relais de poste fondé en 1870 sous le nom de « Tête de Maure » puis baptisé Le Nègre), restaurant qui deviendra celui de Charles Barrier en 1944.
À la fin de son apprentissage, il quitte l’auberge le Nègre, monte sur Paris, devient commis chez Lucas Carton et Larue puis évolue en maison bourgeoise chez Edmond de Rothschild et le Prince de Monaco.
Juste avant la guerre, on le retrouve à l’hôtel de Paris à Monte-Carlo et au Parc et Majestic à Vichy.

### Carrière
À la Libération, en 1944, Charles Barrier (28 ans) place ses économies dans l'achat du restaurant « Le Nègre » à Tours. Établissement dans lequel il avait effectué son apprentissage en cuisine. 4 mois après son installation, le restaurant est détruit par les bombardements ce qui l’oblige à recevoir ses clients dans un baraquement en bois en attendant la reconstruction. Le provisoire dure plus de 10 ans.
« Je dois beaucoup à ma nature de paysan : il ne faut jamais baisser les bras et il n’y a aucune raison de se mettre à pleurer »
En 1955, le guide Michelin lui accorde sa première étoile.
En 1958, Charles Barrier gagne le concours de Meilleur ouvrier de France dès sa première participation
"Ma plus grande fierté, dit-il, et peut-être la seule chose qui me semble dénuée de vanité".
Sa notoriété grandit au rythme des distinctions du Guide Michelin qui accorde au restaurant une deuxième étoile en 1960 et trois étoiles en 1968.
Le Restaurant Le Nègre est rebaptisé Charles Barrier à cette même époque.
En 1983, Charles Barrier prend sa retraite, puis reprends les commandes de son restaurant qu’il rouvre en 1986.
En 1987, le guide Michelin lui accorde directement deux étoiles.
En 1996, à l’âge de 80 ans, Charles Barrier se retire définitivement de toute activité professionnelle.

### Style et influence
Charles Barrier est reconnu comme étant l’un des précurseurs de La Nouvelle Cuisine aux côtés de Paul Bocuse, Jean Delaveyne, Michel Guerard, les frères Troisgros, Alain Chapel et d’autres confrères.
Il est le premier chef cuisinier à faire chaque jour son propre pain dans son restaurant, mais aussi à fumer son saumon ou faire son foie-gras, ce qui ne manque pas de surprendre Joël Robuchon  qui le rencontre régulièrement et qui considère qu'il lui a "tout appris". 
Barrier propose également des accords mets-vins et pain délicats qui attirent les gourmets. Son établissement est connu notamment pour sa terrine aux trois poissons, ses quenelles de brochet, sa dodine de caneton au porto ou son poulet simplement rôti au feu de bois. Le livre d'or regorge de signatures comme Michel Debré ou Georges Pompidou.
”C’est un modèle pour son acharnement au travail, sa capacité à produire une cuisine vive capable de fixer les saveurs et les arômes tout en dominant la technique. C’est celui qui a le plus apporté de modernité dans la cuisine classique de son époque”
Il demeure le seul chef du Val de Loire à avoir obtenu trois étoiles Michelin et restera l’un des plus grands chefs français de la seconde moitié du XXe siècle.

### Parcours
- Apprenti pâtissier (1929 -1931)
- Apprenti cuisinier (1931 - 1933)
- Cuisinier en France et à l’étranger (1933 - 2009)
- Chef du restaurant situé au 101 avenue de la Tranchée à Tours (1944-1996)

## Décorations et distinctions
- Chevalier de l’ordre national du Mérite, Croix de guerre 39-45[2].
- Meilleur Ouvrier de France (1958)
- Membre de l’Académie culinaire de France (1958).
- Maître-cuisinier de France (1960)
- Médaille d’argent de la Ville de Paris (1958)

## Postérité de Charles Barrier

### Patrimoine Charles Barrier
L’une de ses filles, Catherine Barrier, œuvre depuis 2009 pour la préservation et la mise en valeur du patrimoine immatériel laissé par son père en hommage à sa mémoire. En plus d’une exposition des archives du chef, elle a installé dans l'adresse mythique du 101 avenue de la Tranchée à Tours une agence spécialisée dans la communication et le conseil de grands chefs cuisiniers.

### Galerie des chefs du MuséeEscoffier
Le Musée Escoffier de l'art culinaire à Villeneuve-Loubet a inauguré en 2010 une aile de son musée en hommage aux chefs 3 étoiles des années 1970 où figure Charles Barrier,,.

### Station Charles Barrier dutramway de Tours
En 2017, la Métropole de Tours rebaptise « Charles Barrier » l’ancien arrêt de tramway « Mi-Côte », situé tout près de l’ancien restaurant du chef cuisinier emblématique de la ville.